# Kiszka (nazwisko)
Kiszka (forma żeńska: Kiszka, liczba mnoga: Kiszkowie) – polskie nazwisko.

## Etymologia nazwiska
Od  Kiszka → jelito lub gatunek wędliny w gwarze kwaśne mleko. Notowane od 1443 roku.

## Rody szlacheckie
Ród Kiszków herbu Dąbrowa według Wielkiej Encyklopdeyi Powszechnej Ilustrowanej wywodzi się od Zgierskiego herbu Dąbrowa, szlachcica mazowieckiego, którego przezywano Kiszką, dworzanina Piotra Białego, hetmana wielkiego litewskiego. Zgierski miał ożenić się z jedynaczką Piotra. Informacje te wydaje się potwierdzać Nomenclator Kojałowicza.

## Demografia
Na początku lat 90. XX wieku w Polsce mieszkało 3046 osób o tym nazwisku, najwięcej w dawnym województwie: katowickim  – 547, krakowskim – 394 i tarnobrzeskim – 377. W 2002 roku według bazy PESEL mieszkały w Polsce 3442 osoby o nazwisku Kiszka, najwięcej w powiatach janowskim (lubelskie) i myślenickim (małopolskie).